# 奧爾林齊
50°2′15″N 27°15′18″E / 50.03750°N 27.25500°E
奧爾林齊（烏克蘭語：Орлинці），是烏克蘭的村落，位於該國西部赫梅利尼茨基州，由舍佩蒂夫卡區負責管轄，始建於1255年，面積0.13平方公里，海拔高度261米，2001年人口372。